# Morti il 17 maggio
| Questa pagina contiene informazioni ricavate automaticamente dalle voci biografiche con l'ausilio del template Bio e di un bot. L'aggiornamento è periodico e automatico e ricostruisce completamente la pagina. Se manca una persona in questa lista, sei pregato di non aggiungerla, ma accertati piuttosto che la sua voce biografica contenga il template Bio e che i dati anagrafici siano correttamente compilati. Se il template Bio manca, inseriscilo tu stesso o, in alternativa, metti l'avviso {{tmp\|Bio}} che ne segnala la mancanza. Se i dati riportati sono sbagliati, correggi direttamente la voce biografica; le modifiche saranno visibili in questa lista entro pochi giorni. Per chiarimenti vedi il progetto biografie. La lista contiene solo le 506 persone che sono citate nell'enciclopedia e per le quali è stato implementato correttamente il template Bio. Pagina aggiornata al 9 ago 2025. |

## III secolo(1)
- 290 - Sima Yan, imperatore cinese (n. 236)

## X secolo(1)
- 946 - Al-Qa'im bi-amr Allah, arabo (n. 893)

## XIV secolo(6)
- 1336 - Go-Fushimi, imperatore giapponese (n. 1288)
- 1365 - Ludovico VI di Baviera, nobile tedesco (n. 1328)
- 1367 - Giacomo di Savoia-Acaia, nobile italiano (n. 1325)
- 1395 - Costantino Dragaš, nobile bizantino (n. 1317)
- 1395 - Maria d'Ungheria, regina (n. 1371)
- 1395 - Marko Mrnjavčević, sovrano serbo

## XV secolo(3)
- 1435 - Barbara di Legnica, nobildonna polacca (n. 1384)
- 1487 - Diomede I Carafa, politico italiano
- 1490 - Jacopo Guicciardini, politico italiano (n. 1422)

## XVI secolo(17)
- 1510 - Sandro Botticelli, pittore italiano (n. 1445)
- 1521 - Edward Stafford, III duca di Buckingham, nobile britannico (n. 1478)
- 1524 - Francesco Soderini, cardinale e vescovo cattolico italiano (n. 1453)
- 1531 - Konrad Wimpina, umanista e teologo tedesco (n. 1460)
- 1536 - George Boleyn, nobile inglese
- 1536 - Mark Smeaton, musicista inglese
- 1546 - Philipp von Hutten, esploratore tedesco (n. 1505)
- 1551 - Sin Saimdang, poetessa e calligrafa coreana (n. 1504)
- 1555 - Nicola di Sofia, santo bulgaro
- 1558 - Sá de Miranda, poeta e drammaturgo portoghese (n. 1481)
- 1575 - Matthew Parker, arcivescovo anglicano e teologo inglese (n. 1504)
- 1583 - Okada Shigeyoshi, militare giapponese (n. 1527)
- 1584 - Luigi IV Gesualdo, nobile e mecenate italiano (n. 1509)
- 1585 - Alberto Bolognetti, cardinale e vescovo cattolico italiano (n. 1538)
- 1587 - Gotthard Kettler, nobile tedesco (n. 1517)
- 1589 - Carlo II di Monaco, sovrano monegasco (n. 1555)
- 1592 - Pasquale Baylón, religioso e mistico spagnolo (n. 1540)

## XVII secolo(20)
- 1606 - Niccolò Orlandini, gesuita, storico e umanista italiano (n. 1553)
- 1607 - Anna d'Este, nobile (n. 1531)
- 1608 - Ascanio Colonna, cardinale e vescovo cattolico italiano (n. 1560)
- 1614 - Francesco di Ferdinando de' Medici, nobile italiano (n. 1594)
- 1622 - Lionello Spada, pittore italiano (n. 1576)
- 1625 - Francisco Gómez de Sandoval y Rojas, politico e cardinale spagnolo (n. 1553)
- 1626 - Joan Pau Pujol, presbitero, compositore e organista spagnolo (n. 1573)
- 1635 - Domenico Robusti, pittore italiano (n. 1560)
- 1638 - Passignano, pittore italiano (n. 1559)
- 1643 - Giovanni Picchi, compositore, organista e liutista italiano
- 1648 - Peter Melander von Holzappel, generale tedesco (n. 1589)
- 1656 - Dirck Hals, pittore e disegnatore olandese (n. 1591)
- 1657 - Johann Rudolf Pfyffer von Altishofen, ufficiale svizzero (n. 1615)
- 1662 - Guglielmo di Sassonia-Weimar, duca (n. 1598)
- 1679 - Giuseppe Civran, vescovo cattolico italiano
- 1685 - Claude François, pittore francese (n. 1614)
- 1694 - Johann Michael Bach, musicista tedesco (n. 1648)
- 1696 - Antoine d'Aquin, medico e chirurgo francese (n. 1629)
- 1700 - Elia X, vescovo cristiano orientale siro (n. 1645)
- 1700 - Adam Adamandy Kochański, matematico polacco (n. 1631)

## XVIII secolo(26)
- 1707 - Benjamin Raule, armatore, corsaro e mercante olandese (n. 1634)
- 1709 - Mary Pix, scrittrice e drammaturga inglese (n. 1666)
- 1714 - Giovanni Alberto Badoer, cardinale e patriarca cattolico italiano (n. 1649)
- 1724 - Nicolas de Lamoignon de Bâville, magistrato francese (n. 1648)
- 1727 - Lebrecht di Anhalt-Zeitz-Hoym, principe tedesco (n. 1669)
- 1727 - Caterina I di Russia, sovrana russa (n. 1684)
- 1728 - Cristiano Filippo di Waldeck e Pyrmont, nobile tedesco (n. 1701)
- 1729 - Samuel Clarke, filosofo inglese (n. 1675)
- 1729 - Anton Maria Salvini, grecista italiano (n. 1653)
- 1735 - Giorgio Federico Carlo di Brandeburgo-Bayreuth, sovrano (n. 1688)
- 1737 - Carlo d'Aquino, gesuita, letterato e lessicografo italiano (n. 1654)
- 1741 - Francesco Antonio Correr, patriarca cattolico italiano (n. 1676)
- 1748 - Enrico d'Elbeuf, nobile francese (n. 1661)
- 1765 - Alexis Clairault, matematico e astronomo francese (n. 1713)
- 1765 - John Vardy, architetto inglese (n. 1718)
- 1773 - Francesco Testa, arcivescovo cattolico, teologo e giurista italiano (n. 1704)
- 1775 - Carlo Innocenzo Carloni, pittore italiano (n. 1687)
- 1775 - Johann Joachim Kändler, ceramista tedesco (n. 1706)
- 1781 - William Aislabie, politico inglese (n. 1699)
- 1788 - Antonio Orgiazzi, pittore italiano (n. 1709)
- 1789 - Marco Aurelio Balbis Bertone, vescovo cattolico italiano (n. 1725)
- 1794 - Thomas Dyke Acland, nobile inglese (n. 1752)
- 1795 - Mikhail Boutros Fadel, patriarca cattolico libanese (n. 1710)
- 1795 - Thomas Pelham-Clinton, III duca di Newcastle, politico e ufficiale inglese (n. 1752)
- 1796 - Fëdor Grigor'evič Orlov, militare e politico russo (n. 1741)
- 1797 - Michel-Jean Sedaine, drammaturgo francese (n. 1719)

## XIX secolo(68)
- 1801 - William Heberden, medico e patologo inglese (n. 1710)
- 1802 - Sofia Antonia di Brunswick-Wolfenbüttel, nobile tedesca (n. 1724)
- 1803 - Carlo Guglielmo di Nassau-Usingen, principe tedesco (n. 1735)
- 1804 - Domenico Morelli, vescovo cattolico e letterato italiano (n. 1714)
- 1804 - Carlo Gioacchino di Fürstenberg, principe (n. 1777)
- 1806 - Vincenzo Greco, vescovo cattolico italiano (n. 1739)
- 1807 - Elisabetta Contarini Mosconi, scrittrice italiana (n. 1752)
- 1808 - Jacob Albright, religioso statunitense (n. 1759)
- 1809 - Friedrich Hensel, militare austriaco (n. 1781)
- 1814 - Giovanni Battista Giovio, nobile e letterato italiano (n. 1748)
- 1814 - George Onslow, I conte di Onslow, nobile e politico inglese (n. 1731)
- 1815 - Angelico Benincasa, arcivescovo cattolico e religioso italiano (n. 1728)
- 1820 - Vincenzo Brenna, architetto e pittore svizzero (n. 1741)
- 1821 - Francesco Maria d'Este, vescovo cattolico italiano (n. 1743)
- 1822 - Augusto di Sassonia-Gotha-Altenburg, sovrano e scrittore (n. 1772)
- 1822 - Armand Emmanuel du Plessis de Richelieu, politico e diplomatico francese (n. 1766)
- 1823 - Giovanni Battista Dall'Olio, musicologo, liutaio e organista italiano (n. 1739)
- 1825 - Filippo Anfossi, religioso e teologo italiano (n. 1748)
- 1829 - John Jay, politico, diplomatico e rivoluzionario statunitense (n. 1745)
- 1834 - Heinrich Wilhelm Brandes, fisico, meteorologo e astronomo tedesco (n. 1777)
- 1834 - Enrique José O'Donnell, generale spagnolo (n. 1769)
- 1838 - Charles-Maurice de Talleyrand-Périgord, nobile, politico e diplomatico francese (n. 1754)
- 1845 - Jean-Baptiste Philibert Willaumez, ammiraglio francese (n. 1763)
- 1846 - Francesco Inghirami, archeologo, incisore e disegnatore italiano (n. 1772)
- 1849 - Giosuè Sangiovanni, zoologo italiano (n. 1775)
- 1851 - Victor Leplus, architetto francese (n. 1798)
- 1853 - Abel Blouet, architetto francese (n. 1795)
- 1856 - Adolphus FitzClarence, nobile e ufficiale inglese (n. 1802)
- 1856 - Bernhard Galura, vescovo cattolico tedesco (n. 1764)
- 1856 - Carlo d'Inzaghi, politico e nobile austriaco (n. 1777)
- 1857 - Pietro Bosso, politico italiano (n. 1799)
- 1857 - Adolphe Dureau de la Malle, naturalista, storico e disegnatore francese (n. 1777)
- 1858 - Elena di Meclemburgo-Schwerin, duchessa (n. 1814)
- 1860 - Johann Jakob Hottinger, storico svizzero (n. 1783)
- 1865 - Serafino Sordi, gesuita, filosofo e scrittore italiano (n. 1793)
- 1866 - Adolf Bernhard Marx, compositore, musicologo e critico musicale tedesco (n. 1795)
- 1867 - Julius Leopold Eduard Avé-Lallemant, botanico e entomologo tedesco (n. 1803)
- 1870 - David Octavius Hill, fotografo e pittore scozzese (n. 1802)
- 1870 - Charles-Marie-Augustin de Goyon, militare francese (n. 1803)
- 1875 - John C. Breckinridge, politico e generale statunitense (n. 1821)
- 1876 - Carl Hamppe, scacchista e diplomatico svizzero (n. 1814)
- 1877 - Gaetano Diamente, poeta italiano (n. 1821)
- 1879 - Erwein di Leyen, principe, militare e politico tedesco (n. 1798)
- 1880 - Henry Cohen, numismatico, bibliografo e compositore francese (n. 1806)
- 1880 - Christen Andreas Fonnesbech, politico danese (n. 1817)
- 1880 - Alessandro Friggeri, militare italiano (n. 1815)
- 1881 - Surendra Bikram Shah, re nepalese (n. 1829)
- 1882 - François Chabas, egittologo francese (n. 1817)
- 1882 - Reuben Chapman, politico statunitense (n. 1799)
- 1882 - Karl Johann Greith, vescovo cattolico svizzero (n. 1807)
- 1882 - Carl Junker, ingegnere e architetto austriaco (n. 1827)
- 1884 - Louis Brassin, pianista, compositore e docente belga (n. 1840)
- 1884 - Giulio di Lippe-Biesterfeld, nobile tedesco (n. 1812)
- 1886 - John Deere, imprenditore statunitense (n. 1804)
- 1886 - Josef Haltrich, antropologo e scrittore rumeno (n. 1822)
- 1888 - Giacomo Zanella, presbitero, poeta e traduttore italiano (n. 1820)
- 1889 - James Harris, III conte di Malmesbury, politico britannico (n. 1807)
- 1889 - Charles-Théodore Millot, militare francese (n. 1829)
- 1889 - Maria di Prussia, regina (n. 1825)
- 1891 - Ignazio Florio, imprenditore e politico italiano (n. 1838)
- 1892 - Claudius Popelin, artigiano, poeta e pittore francese (n. 1822)
- 1893 - Jean-Natalis-François Gonindard, arcivescovo cattolico francese (n. 1838)
- 1895 - Peter Hardeman Burnett, politico statunitense (n. 1807)
- 1896 - Muhammad Al-Sabah, sovrano kuwaitiano (n. 1838)
- 1896 - Wilhelm von Henke, anatomista tedesco (n. 1834)
- 1897 - Guglielmo De Sauget, politico italiano (n. 1820)
- 1897 - Antonio Fratti, patriota, politico e avvocato italiano (n. 1845)
- 1898 - Christian Almer, alpinista svizzero (n. 1826)

## XX secolo(219)
- 1903 - Luigi Bombicci, mineralogista e museologo italiano (n. 1833)
- 1904 - Paolina di Sassonia-Weimar-Eisenach, principessa tedesca (n. 1852)
- 1906 - Gustave Cunéo d'Ornano, politico, avvocato e nobile francese (n. 1845)
- 1906 - Raffaele Pontremoli, pittore, incisore e militare italiano (n. 1832)
- 1907 - Albert Clément, pilota automobilistico francese (n. 1883)
- 1907 - Ernesto Köhler, compositore e flautista italiano (n. 1849)
- 1908 - Jacques Blumenthal, pianista e compositore tedesco (n. 1829)
- 1908 - Julien Guadet, architetto francese (n. 1834)
- 1908 - Carl Koldewey, esploratore tedesco (n. 1837)
- 1908 - Ernesto Masi, storico italiano (n. 1836)
- 1909 - Michael Jan de Goeje, orientalista olandese (n. 1836)
- 1911 - Frederick August Otto Schwarz, imprenditore tedesco (n. 1836)
- 1911 - Samuel Hubbard Scudder, entomologo e paleontologo statunitense (n. 1837)
- 1913 - Heinrich Martin Weber, matematico tedesco (n. 1842)
- 1914 - Carl Haber, ingegnere minerario tedesco (n. 1833)
- 1914 - Antonio Grisanti, attore italiano (n. 1859)
- 1915 - Richard Wünsch, filologo classico tedesco (n. 1869)
- 1916 - Umberto Cerboni, militare italiano (n. 1891)
- 1916 - Mary Everest Boole, matematica e filosofa britannica (n. 1832)
- 1917 - Charles Brooke, sovrano indonesiano (n. 1829)
- 1917 - Gennaro Della Monica, pittore e architetto italiano (n. 1836)
- 1917 - Francesco Gai, pittore, scultore e architetto italiano (n. 1835)
- 1917 - Enrico Laviosa, calciatore e militare italiano (n. 1897)
- 1917 - Francisco Oller, pittore portoricano (n. 1833)
- 1917 - Radomir Putnik, generale e politico serbo (n. 1847)
- 1918 - Arno Bieberstein, nuotatore tedesco (n. 1883)
- 1918 - Franz Gräser, aviatore austro-ungarico (n. 1892)
- 1918 - Renzo Manzoni, esploratore italiano (n. 1852)
- 1918 - Richard Mohr, schermidore francese (n. 1879)
- 1919 - Guido von List, poeta, giornalista e esoterista austriaco (n. 1848)
- 1922 - Georg von Hauberrisser, architetto austriaco (n. 1841)
- 1923 - Manuel Allendesalazar Muñoz, politico spagnolo (n. 1856)
- 1923 - Paolo Federico di Meclemburgo-Schwerin, principe tedesco (n. 1852)
- 1924 - Filippo Tolli, poeta, scrittore e politico italiano (n. 1843)
- 1925 - Pasquale Clemente, politico e agronomo italiano (n. 1848)
- 1927 - Thomas Fearnley, imprenditore e filantropo norvegese (n. 1841)
- 1929 - Lilli Lehmann, soprano tedesco (n. 1848)
- 1929 - Giulia Salzano, religiosa italiana (n. 1846)
- 1930 - Max Valier, astronomo e scrittore austriaco (n. 1895)
- 1931 - Alberto Borciani, politico, giurista e avvocato italiano (n. 1857)
- 1931 - Alfred Theodore MacConkey, batteriologo britannico (n. 1861)
- 1931 - Henry Morshead, esploratore e alpinista britannico (n. 1882)
- 1932 - Harold Wilson, mezzofondista britannico (n. 1885)
- 1934 - Cass Gilbert, architetto statunitense (n. 1859)
- 1934 - Paul Pömpner, calciatore tedesco (n. 1892)
- 1934 - Benno Singer, impresario teatrale e imprenditore ungherese (n. 1875)
- 1935 - Paul Dukas, compositore francese (n. 1865)
- 1935 - Antonia Mesina, italiana (n. 1919)
- 1936 - Milla Davenport, attrice statunitense (n. 1871)
- 1936 - Edwards Davis, attore statunitense (n. 1867)
- 1936 - Ernest Glendinning, attore inglese (n. 1884)
- 1936 - Ben Greet, attore e direttore teatrale inglese (n. 1857)
- 1936 - Alojzij Res, storico della letteratura sloveno (n. 1893)
- 1936 - Panagīs Tsaldarīs, politico greco (n. 1868)
- 1938 - Wilhelm Brekke, calciatore norvegese (n. 1887)
- 1938 - Emmanuel Malynski, saggista polacco (n. 1875)
- 1938 - Bill Quash, calciatore e crickettista inglese (n. 1868)
- 1939 - Giovanni Berardi, militare italiano (n. 1902)
- 1940 - Albino Pella, vescovo cattolico italiano (n. 1865)
- 1941 - Louis Jacobsohn-Lask, neurologo tedesco (n. 1863)
- 1941 - José Leite de Vasconcelos, filologo, etnografo e archeologo portoghese (n. 1858)
- 1941 - Wil van Gogh, insegnante e attivista olandese (n. 1862)
- 1944 - Felix Basch, attore, regista e sceneggiatore austriaco (n. 1882)
- 1944 - Antonio Corzani, partigiano italiano (n. 1917)
- 1944 - Milena Jesenská, giornalista, scrittrice e traduttrice ceca (n. 1896)
- 1944 - Voldemārs Roze, calciatore lettone (n. 1905)
- 1944 - Francesco Tumiati, partigiano italiano (n. 1921)
- 1945 - Dragutin Babić, calciatore jugoslavo (n. 1898)
- 1945 - Bobby Hutchins, attore statunitense (n. 1925)
- 1945 - Guy Coburn Robson, zoologo britannico (n. 1888)
- 1946 - Oscar Neumann, zoologo e ornitologo tedesco (n. 1867)
- 1947 - Fortunato Baldinotti, calciatore italiano (n. 1908)
- 1947 - George Forbes, politico neozelandese (n. 1869)
- 1948 - Olga Samaroff, pianista, docente e critica musicale statunitense (n. 1880)
- 1949 - Béla Balázs, poeta, scrittore e regista ungherese (n. 1884)
- 1949 - Maria Margotti, attivista italiana (n. 1915)
- 1950 - Anton Kolig, pittore austriaco (n. 1886)
- 1951 - Delaval Astley, ufficiale e giocatore di curling britannico (n. 1868)
- 1951 - William Birdwood, I barone Birdwood, generale britannico (n. 1865)
- 1951 - Harry Kerr, marciatore neozelandese (n. 1879)
- 1951 - Theodor Scherer, generale tedesco (n. 1889)
- 1951 - S. Sylvan Simon, regista statunitense (n. 1910)
- 1951 - Imperatrice Teimei, imperatrice giapponese (n. 1884)
- 1951 - Livio Tovini, avvocato, giornalista e politico italiano (n. 1876)
- 1952 - Ivan Zjatyk, presbitero ucraino (n. 1899)
- 1953 - Elemer Hirsch, calciatore rumeno (n. 1895)
- 1953 - Kyllikki Saari, finlandese (n. 1935)
- 1954 - Louis Scott, mezzofondista statunitense (n. 1889)
- 1954 - Giovanni Selvaggi, giurista e politico italiano (n. 1889)
- 1954 - Fritz von Herzmanovsky-Orlando, scrittore e disegnatore austriaco (n. 1877)
- 1955 - Francesco Balilla Pratella, compositore e musicologo italiano (n. 1880)
- 1956 - Vinicio Colombo, allenatore di calcio e calciatore italiano (n. 1904)
- 1956 - Giovanni Costantini, arcivescovo cattolico italiano (n. 1880)
- 1957 - Johnny Joyce, mezzofondista statunitense (n. 1876)
- 1958 - Hugo Häring, architetto tedesco (n. 1882)
- 1958 - Frederick Hugh Herbert, commediografo, sceneggiatore e scrittore austriaco (n. 1897)
- 1959 - George Albert Smith, regista, fotografo e inventore britannico (n. 1864)
- 1959 - Jerry Unser, pilota automobilistico statunitense (n. 1932)
- 1960 - Moisè Pontremoli, ufficiale, imprenditore e mercante italiano (n. 1896)
- 1960 - Jules Supervielle, poeta e traduttore francese (n. 1884)
- 1961 - Fritz Baumgarten, calciatore tedesco (n. 1886)
- 1961 - Goffredo Lanzara, politico italiano (n. 1878)
- 1961 - Fernand Schammel, calciatore lussemburghese (n. 1923)
- 1961 - Frans Van Cauwelaert, politico e avvocato belga (n. 1880)
- 1962 - Arsenij Grigor'evič Golovko, ammiraglio sovietico (n. 1906)
- 1962 - Harold Muller, altista statunitense (n. 1901)
- 1963 - Clara Porges, pittrice tedesca (n. 1879)
- 1964 - Edna Hammel, attrice statunitense (n. 1901)
- 1964 - Otto Wille Kuusinen, diplomatico, politico e critico letterario finlandese (n. 1881)
- 1964 - Pietro Luigi Micheletti, attore, musicista e impresario teatrale italiano (n. 1911)
- 1964 - Arpenik Nalbandyan, pittrice e artista sovietica (n. 1916)
- 1964 - Steve Owen, allenatore di football americano e giocatore di football americano statunitense (n. 1898)
- 1964 - Corso Pecori Giraldi, ammiraglio italiano (n. 1899)
- 1965 - Alessandro Schiavi, giornalista, scrittore e sociologo italiano (n. 1872)
- 1965 - Michele Vocino, politico italiano (n. 1881)
- 1966 - Olav Kjelbotn, fondista norvegese (n. 1898)
- 1966 - Raffaello Matarazzo, regista, sceneggiatore e critico cinematografico italiano (n. 1909)
- 1966 - Randy Turpin, pugile inglese (n. 1928)
- 1967 - Paul E. Burns, attore statunitense (n. 1881)
- 1967 - Péter Palotás, calciatore ungherese (n. 1929)
- 1968 - Kol Bibë Mirakaj, insegnante e politico albanese (n. 1899)
- 1968 - Carroll Clark, scenografo statunitense (n. 1894)
- 1968 - Pat Convery, pallanuotista irlandese (n. 1896)
- 1968 - Franz Erdl, calciatore austriaco (n. 1911)
- 1969 - Josef Beran, cardinale e arcivescovo cattolico ceco (n. 1888)
- 1969 - Gerhardus H. Goethart, compositore di scacchi olandese (n. 1892)
- 1970 - Heinz Hartmann, psichiatra e psicoanalista austriaco (n. 1894)
- 1971 - Dumitru Alexe, canoista romeno (n. 1935)
- 1971 - Leone Morandini, stuccatore italiano (n. 1889)
- 1972 - Giannina Chiantoni, attrice italiana (n. 1881)
- 1972 - Gordon Lowe, tennista britannico (n. 1884)
- 1973 - Antonio Victor Pildain y Zapiain, vescovo cattolico e politico spagnolo (n. 1890)
- 1973 - Matty Roubert, attore statunitense (n. 1907)
- 1974 - Charles Braswell, attore statunitense (n. 1924)
- 1974 - Donald DeFreeze, terrorista e criminale statunitense (n. 1943)
- 1974 - Maurice Lehmann, attore e impresario teatrale francese (n. 1895)
- 1974 - Patricia Soltysik, terrorista e criminale statunitense (n. 1950)
- 1975 - Nino Caffè, pittore e incisore italiano (n. 1908)
- 1975 - Romeo Oliva, ammiraglio italiano (n. 1889)
- 1975 - Rina Pellegri, poetessa e giornalista italiana (n. 1903)
- 1975 - Bjarne Pettersen, calciatore norvegese (n. 1907)
- 1975 - Ibrahim Wasif, sollevatore egiziano (n. 1908)
- 1976 - Giuseppe Brogi, compositore di scacchi italiano (n. 1900)
- 1976 - Lars Gullin, sassofonista, compositore e pianista svedese (n. 1928)
- 1977 - François-Albert Viallet, filosofo francese (n. 1908)
- 1978 - Selwyn Lloyd, politico britannico (n. 1904)
- 1978 - Ljubiša Stefanović, calciatore e allenatore di calcio jugoslavo (n. 1910)
- 1978 - Armin Theophil Wegner, militare, attivista e scrittore tedesco (n. 1886)
- 1979 - Donyale Luna, supermodella e attrice statunitense (n. 1945)
- 1980 - Suzanne Amblard, tennista francese (n. 1896)
- 1980 - Ernst Blum, calciatore tedesco (n. 1904)
- 1980 - Piero Castello, calciatore italiano (n. 1907)
- 1980 - Gündüz Kılıç, allenatore di calcio e calciatore turco (n. 1918)
- 1980 - Amos du Plooy, rugbista a 15, allenatore di rugby a 15 e dirigente sportivo sudafricano (n. 1921)
- 1981 - Hugo Friedhofer, compositore statunitense (n. 1901)
- 1981 - William Keith Chambers Guthrie, storico della filosofia britannico (n. 1906)
- 1981 - Viktor Grigor'evič Komissarževskij, regista sovietico (n. 1912)
- 1982 - Renata Marchionni Zanchi, politica italiana (n. 1905)
- 1982 - Ester Mazzoleni, soprano italiano (n. 1883)
- 1983 - Salvato Cappelli, giornalista, scrittore e drammaturgo italiano (n. 1911)
- 1983 - Alfred Fabre-Luce, giornalista e scrittore francese (n. 1899)
- 1983 - Victor Halperin, regista, sceneggiatore e produttore cinematografico statunitense (n. 1895)
- 1983 - Mona Vangsaae, ballerina danese (n. 1920)
- 1985 - Abe Burrows, librettista, commediografo e produttore televisivo statunitense (n. 1910)
- 1985 - Eugen Dollmann, militare, diplomatico e agente segreto tedesco (n. 1900)
- 1985 - Eso Peluzzi, pittore italiano (n. 1894)
- 1986 - Giuseppe Cacciò, imprenditore italiano (n. 1898)
- 1986 - Giovanni Battista Froggio, scrittore, poeta e giornalista italiano (n. 1917)
- 1986 - Masaji Kitano, generale e medico giapponese (n. 1894)
- 1986 - Ljudmila Pachomova, danzatrice su ghiaccio sovietica (n. 1946)
- 1986 - Roberts Pakalns, calciatore e allenatore di calcio lettone (n. 1911)
- 1986 - Viktor Vasil'evič Proskurjakov, ingegnere sovietico (n. 1955)
- 1987 - Gunnar Myrdal, economista e politico svedese (n. 1898)
- 1987 - Georgij Ivanovič Petrov, ingegnere sovietico (n. 1912)
- 1987 - Renato Sanero, allenatore di calcio e calciatore italiano (n. 1907)
- 1988 - Isaak Jaglom, matematico sovietico (n. 1921)
- 1989 - Alfonso Liguori Morapeli, arcivescovo cattolico lesothiano (n. 1929)
- 1989 - Lucia Moholy, fotografa e scrittrice cecoslovacca (n. 1894)
- 1990 - Auguste Jordan, calciatore e allenatore di calcio austriaco (n. 1909)
- 1990 - Per Ljostveit, calciatore norvegese (n. 1928)
- 1990 - Antonio Montefusco, pittore italiano (n. 1902)
- 1990 - Detlev Peukert, storico tedesco (n. 1950)
- 1991 - Remigio Ferretti, letterato, saggista e poeta italiano (n. 1921)
- 1991 - Osvaldo Ferrini, calciatore e allenatore di calcio italiano (n. 1914)
- 1991 - Göthe Grefbo, attore svedese (n. 1921)
- 1991 - Tom Trana, pilota automobilistico svedese (n. 1937)
- 1991 - Angelo Vicari, poliziotto e prefetto italiano (n. 1908)
- 1992 - Želimir Vidović, calciatore jugoslavo (n. 1953)
- 1992 - Lawrence Welk, musicista, direttore d'orchestra e showman statunitense (n. 1903)
- 1993 - Maurizio Estate, operaio italiano (n. 1970)
- 1993 - Francesco La Rocca, bibliotecario italiano (n. 1948)
- 1993 - Robert Lapoujade, regista, pittore e scrittore francese (n. 1921)
- 1993 - Lilo Pempeit, attrice e traduttrice tedesca (n. 1922)
- 1993 - Domenico Pesce, storico della filosofia italiano (n. 1913)
- 1994 - Daria Bertolani Marchetti, botanica italiana (n. 1919)
- 1994 - Nicolás Gómez Dávila, scrittore, filosofo e aforista colombiano (n. 1913)
- 1994 - Irène Hamoir, scrittrice e poetessa belga (n. 1906)
- 1994 - Vladimír Podzimek, saltatore con gli sci cecoslovacco (n. 1965)
- 1994 - Bob Sims, cestista statunitense (n. 1915)
- 1995 - Aldo Beorchia, calciatore italiano (n. 1916)
- 1995 - Toe Blake, hockeista su ghiaccio e allenatore di hockey su ghiaccio canadese (n. 1912)
- 1995 - Leonid Volkov, hockeista su ghiaccio sovietico (n. 1934)
- 1996 - Ali Shah di Terengganu, sovrano malese (n. 1914)
- 1996 - Luigi Buzio, politico e sindacalista italiano (n. 1915)
- 1996 - Kevin Gilbert, cantautore e musicista statunitense (n. 1966)
- 1996 - Emanuele Lisi, politico italiano (n. 1915)
- 1996 - Johnny "Guitar" Watson, chitarrista e cantante statunitense (n. 1935)
- 1997 - Michail Byčkov, hockeista su ghiaccio sovietico (n. 1926)
- 1997 - Francesco Loda, avvocato e politico italiano (n. 1936)
- 1998 - Hugh Rouse, attore britannico (n. 1920)
- 1998 - Ray Werner, giocatore di curling canadese (n. 1935)
- 1999 - Bruce Fairbairn, musicista e produttore discografico canadese (n. 1949)
- 1999 - Henry Jones, attore statunitense (n. 1912)
- 1999 - Thelma Kalama, nuotatrice statunitense (n. 1931)
- 1999 - Lembit Oll, scacchista estone (n. 1966)
- 1999 - Edward Rimkus, bobbista statunitense (n. 1913)
- 2000 - Donald Coggan, arcivescovo anglicano britannico (n. 1909)
- 2000 - Dick Sprang, fumettista statunitense (n. 1915)
- 2000 - Hümeyra Hanımsultan, principessa ottomana (n. 1917)

## XXI secolo(145)
- 2001 - Robert Knapp, attore statunitense (n. 1924)
- 2001 - Jacques-Louis Lions, matematico francese (n. 1928)
- 2001 - Filippo Puglisi, scrittore e critico letterario italiano (n. 1915)
- 2001 - Mario Schimberni, imprenditore e dirigente d'azienda italiano (n. 1923)
- 2001 - Julius Schädler, slittinista liechtensteinese (n. 1941)
- 2001 - Frank G. Slaughter, scrittore e medico statunitense (n. 1908)
- 2002 - Bruce Beale, pilota motociclistico rhodesiano (n. 1941)
- 2002 - Mario Campagnoli, politico italiano (n. 1935)
- 2002 - James Chichester-Clark, politico britannico (n. 1923)
- 2002 - John de Lancie, oboista e manager statunitense (n. 1921)
- 2002 - László Kubala, calciatore e allenatore di calcio ungherese (n. 1927)
- 2002 - Vito Elio Petrucci, poeta, giornalista e drammaturgo italiano (n. 1923)
- 2002 - Sharon Sheeley, compositrice statunitense (n. 1940)
- 2003 - Alberto Gianquinto, pittore italiano (n. 1929)
- 2003 - Luigi Pintor, giornalista, scrittore e politico italiano (n. 1925)
- 2003 - Gerhard Schöpfel, aviatore tedesco (n. 1912)
- 2004 - Marjorie Courtenay-Latimer, biologa sudafricana (n. 1907)
- 2004 - Gunnar Graps, musicista estone (n. 1951)
- 2004 - Ken Mudford, pilota motociclistico neozelandese (n. 1923)
- 2004 - Tony Randall, attore, comico e cantante statunitense (n. 1920)
- 2004 - Cathy Rosier, attrice francese (n. 1945)
- 2004 - Matteo Vanzan, militare italiano (n. 1981)
- 2005 - Keiiti Aki, sismologo giapponese (n. 1930)
- 2005 - Piero Dorazio, pittore italiano (n. 1927)
- 2005 - Pop Goodwin, cestista statunitense (n. 1920)
- 2005 - Frank Gorshin, attore, comico e cabarettista statunitense (n. 1933)
- 2005 - Vladimir Stogov, sollevatore sovietico (n. 1930)
- 2005 - Gianni Zullo, comico, attore e cantante italiano (n. 1920)
- 2006 - Eva Maria Bauer, attrice e doppiatrice tedesca (n. 1923)
- 2006 - Cy Feuer, compositore statunitense (n. 1911)
- 2006 - Raffaello Funghini, arcivescovo cattolico italiano (n. 1929)
- 2006 - Mieczysław Nowak, sollevatore polacco (n. 1936)
- 2006 - Leonardo Pandolfo, medico e politico italiano (n. 1929)
- 2006 - Rosario Poma, giornalista italiano (n. 1925)
- 2007 - Lloyd Alexander, scrittore statunitense (n. 1924)
- 2007 - Petro Balabujev, ingegnere sovietico (n. 1931)
- 2007 - Paolo Bevilacqua, politico italiano (n. 1923)
- 2007 - Franco Viviani, calciatore e allenatore di calcio italiano (n. 1930)
- 2007 - Eugen Weber, storico statunitense (n. 1925)
- 2008 - Ed Erban, cestista statunitense (n. 1921)
- 2008 - Zélia Gattai, scrittrice e fotografa brasiliana (n. 1916)
- 2009 - Mario Benedetti, poeta, saggista e scrittore uruguaiano (n. 1920)
- 2009 - Prakash Mehra, regista indiano (n. 1939)
- 2009 - Mauro Vittorio Zanotta, astronomo italiano (n. 1963)
- 2010 - Dorothy Kamenshek, giocatrice di baseball statunitense (n. 1925)
- 2010 - Yvonne Loriod, pianista francese (n. 1924)
- 2010 - Vasil Mančenko, cestista, allenatore di pallacanestro e giornalista bulgaro (n. 1931)
- 2010 - Bobbejaan Schoepen, cantante, chitarrista e compositore belga (n. 1925)
- 2011 - Giuliana Bertea, cestista italiana (n. 1921)
- 2011 - Sean Dunphy, cantante irlandese (n. 1937)
- 2011 - Joe Galibardy, hockeista su prato indiano (n. 1915)
- 2011 - Edward Hardwicke, attore britannico (n. 1932)
- 2011 - Harmon Killebrew, giocatore di baseball statunitense (n. 1936)
- 2011 - Gianfranco Varini, architetto italiano (n. 1939)
- 2012 - Donna Summer, cantautrice statunitense (n. 1948)
- 2012 - Warda Al-Jazairia, cantante, musicista e attrice algerina (n. 1939)
- 2012 - Jon Istad, biatleta norvegese (n. 1937)
- 2012 - Antonio Tancredi, politico italiano (n. 1932)
- 2013 - Gian Carlo Bojani, storico dell'arte italiano (n. 1938)
- 2013 - Philippe Gaumont, ciclista su strada e pistard francese (n. 1973)
- 2013 - Guido Giambartolomei, produttore cinematografico e dirigente sportivo italiano (n. 1921)
- 2013 - José Pantieri, storico del cinema italiano (n. 1941)
- 2013 - Ken Venturi, golfista statunitense (n. 1931)
- 2013 - Jorge Rafael Videla, generale e politico argentino (n. 1925)
- 2014 - Gerald Edelman, biologo statunitense (n. 1929)
- 2014 - John Gardiner, cestista e allenatore di pallacanestro australiano (n. 1943)
- 2014 - Anna Pollatou, ginnasta greca (n. 1983)
- 2015 - José Barroca, calciatore portoghese (n. 1937)
- 2015 - Chinx, rapper statunitense (n. 1983)
- 2015 - Leo Honkala, lottatore finlandese (n. 1933)
- 2016 - Guy Clark, cantautore e liutaio statunitense (n. 1941)
- 2016 - Yūko Mizutani, attrice e doppiatrice giapponese (n. 1964)
- 2016 - Bob Mulvihill, cestista statunitense (n. 1924)
- 2016 - Xavier de Planhol, iranista e geografo francese (n. 1926)
- 2016 - Müzahir Sille, lottatore turco (n. 1931)
- 2016 - Lino Toffolo, attore, cantautore e cabarettista italiano (n. 1934)
- 2016 - Gil Ventura, sassofonista italiano (n. 1940)
- 2017 - Aristide Alafouzos, imprenditore e armatore greco (n. 1924)
- 2017 - André Albault, medico e esperantista francese (n. 1923)
- 2017 - Luciano Bianchi Scarella, pittore italiano (n. 1922)
- 2017 - Raúl Córdoba, calciatore messicano (n. 1924)
- 2017 - Alain Dufour, storico e archivista svizzero (n. 1928)
- 2017 - Viktor Vasil'evič Gorbatko, cosmonauta sovietico (n. 1934)
- 2017 - Johannes Grützke, pittore e illustratore tedesco (n. 1937)
- 2017 - Christopher Johnson, imprenditore e dirigente sportivo statunitense (n. 1959)
- 2017 - Rhodri Morgan, politico gallese (n. 1939)
- 2017 - Renato Padovan, cestista italiano (n. 1934)
- 2017 - Gerhard Schreiber, storico e militare tedesco (n. 1940)
- 2017 - Remigio Sturaro, rugbista a 15 e dirigente sportivo italiano (n. 1940)
- 2017 - Jean Swiatek, calciatore francese (n. 1921)
- 2017 - Todor Veselinović, allenatore di calcio e calciatore jugoslavo (n. 1930)
- 2018 - Ezio Barbieri, criminale italiano (n. 1922)
- 2018 - Nicole Fontaine, politica francese (n. 1942)
- 2018 - Maciej Maciejewski, attore polacco (n. 1914)
- 2018 - Pascal Marchetti, linguista francese (n. 1925)
- 2018 - Jürgen Marcus, cantante tedesco (n. 1948)
- 2018 - Richard Pipes, storico statunitense (n. 1923)
- 2018 - Mait Riisman, pallanuotista sovietico (n. 1956)
- 2018 - Tom Von Ruden, mezzofondista statunitense (n. 1944)
- 2019 - Paulius Antanas Baltakis, vescovo cattolico lituano (n. 1925)
- 2019 - Amedeo Giovanni Conte, filosofo italiano (n. 1934)
- 2019 - Italo Del Negro, calciatore italiano (n. 1940)
- 2019 - Neville Lederle, pilota automobilistico sudafricano (n. 1938)
- 2019 - Mario Mazzoni, calciatore e allenatore di calcio italiano (n. 1931)
- 2019 - Antonio Panizzolo, calciatore italiano (n. 1930)
- 2019 - Herman Wouk, scrittore statunitense (n. 1915)
- 2020 - Enrico Carnevale Schianca, saggista italiano (n. 1943)
- 2020 - Shad Gaspard, wrestler statunitense (n. 1981)
- 2020 - Aleksandra Kornhauser Frazer, chimica e insegnante slovena (n. 1926)
- 2020 - Monique Mercure, attrice canadese (n. 1930)
- 2020 - Lucky Peterson, cantante, tastierista e chitarrista statunitense (n. 1964)
- 2021 - Andrea Mari, fantino italiano (n. 1977)
- 2021 - Buddy Roemer, politico e banchiere statunitense (n. 1943)
- 2021 - Héctor Silva, rugbista a 15 e allenatore di rugby a 15 argentino (n. 1945)
- 2021 - Mario Vellani, giurista italiano (n. 1921)
- 2022 - Henry Mavrodin, pittore rumeno (n. 1937)
- 2022 - Antonio Oviedo, calciatore e allenatore di calcio spagnolo (n. 1938)
- 2022 - Vangelis, compositore e polistrumentista greco (n. 1943)
- 2022 - Francesc Rodríguez, calciatore, allenatore di calcio e dirigente sportivo spagnolo (n. 1934)
- 2022 - Serafino Stefani, bobbista italiano (n. 1925)
- 2023 - Ray Austin, regista, produttore televisivo e attore britannico (n. 1932)
- 2023 - Billy Graham, wrestler statunitense (n. 1943)
- 2023 - Graham Gipson, velocista australiano (n. 1932)
- 2023 - James Hartle, fisico statunitense (n. 1939)
- 2023 - Cody McFadyen, scrittore statunitense (n. 1968)
- 2023 - Jan Olsson, calciatore svedese (n. 1944)
- 2023 - Eddie Southern, ostacolista e velocista statunitense (n. 1938)
- 2023 - Charles Stenholm, politico statunitense (n. 1938)
- 2023 - Maurizio Tomassi, cestista e allenatore di pallacanestro italiano (n. 1956)
- 2023 - Jorrit Tornquist, artista austriaco (n. 1938)
- 2023 - Algy Ward, bassista e cantante britannico (n. 1959)
- 2024 - Gordon Bell, ingegnere, imprenditore e dirigente d'azienda statunitense (n. 1934)
- 2024 - Charlie Colin, musicista e bassista statunitense (n. 1966)
- 2024 - Franco Di Mare, giornalista, conduttore televisivo e scrittore italiano (n. 1955)
- 2024 - Franco Frabboni, pedagogista e saggista italiano (n. 1935)
- 2024 - Sid Going, rugbista a 15 e allenatore di rugby a 15 neozelandese (n. 1943)
- 2024 - Roberta Marrero, artista, attivista e cantante spagnola (n. 1972)
- 2024 - Otto Muck, presbitero, teologo e filosofo austriaco (n. 1928)
- 2024 - Stephen J. Rivele, sceneggiatore statunitense (n. 1949)
- 2024 - Hideyuki Umezu, doppiatore giapponese (n. 1955)
- 2024 - Peter Weber, ginnasta tedesco (n. 1938)
- 2025 - Werenoi, rapper francese (n. 1994)
- 2025 - Michael Ledeen, storico e giornalista statunitense (n. 1941)
- 2025 - Luigi Lepri, scrittore italiano (n. 1938)
- 2025 - Franco Merli, attore italiano (n. 1956)